# 大兴街道 (沈阳市)
大兴街道，是中华人民共和国辽宁省沈阳市于洪区下辖的一个乡镇级行政单位。

## 行政区划
大兴街道下辖以下地区：
新兴社区、瑞金社区、北陈家荒村、吴家荒村、援工村、大兴村、全胜村、新光村、鲍岗子村、沙岗子村、西桥村、陈孤家子村、光辉村、爱国村和兴盛村。